# لي باديلي
لي باديلي (بالإنجليزية: Lee Baddeley)‏ (12 يوليو 1974 بكارديف في المملكة المتحدة - ) هو لاعب كرة قدم بريطاني في مركز الدفاع. شارك مع منتخب ويلز تحت 21 سنة لكرة القدم. أما مع النوادي، فقد لعب مع كارديف سيتي ونادي إكزتر سيتي ونادي ميرثير تيدفيل ‏.

## وصلات خارجية
- لي باديلي على موقع قاعدة بيانات كرة القدم.إي يو (الإنجليزية)